# Gaël Lesoudier

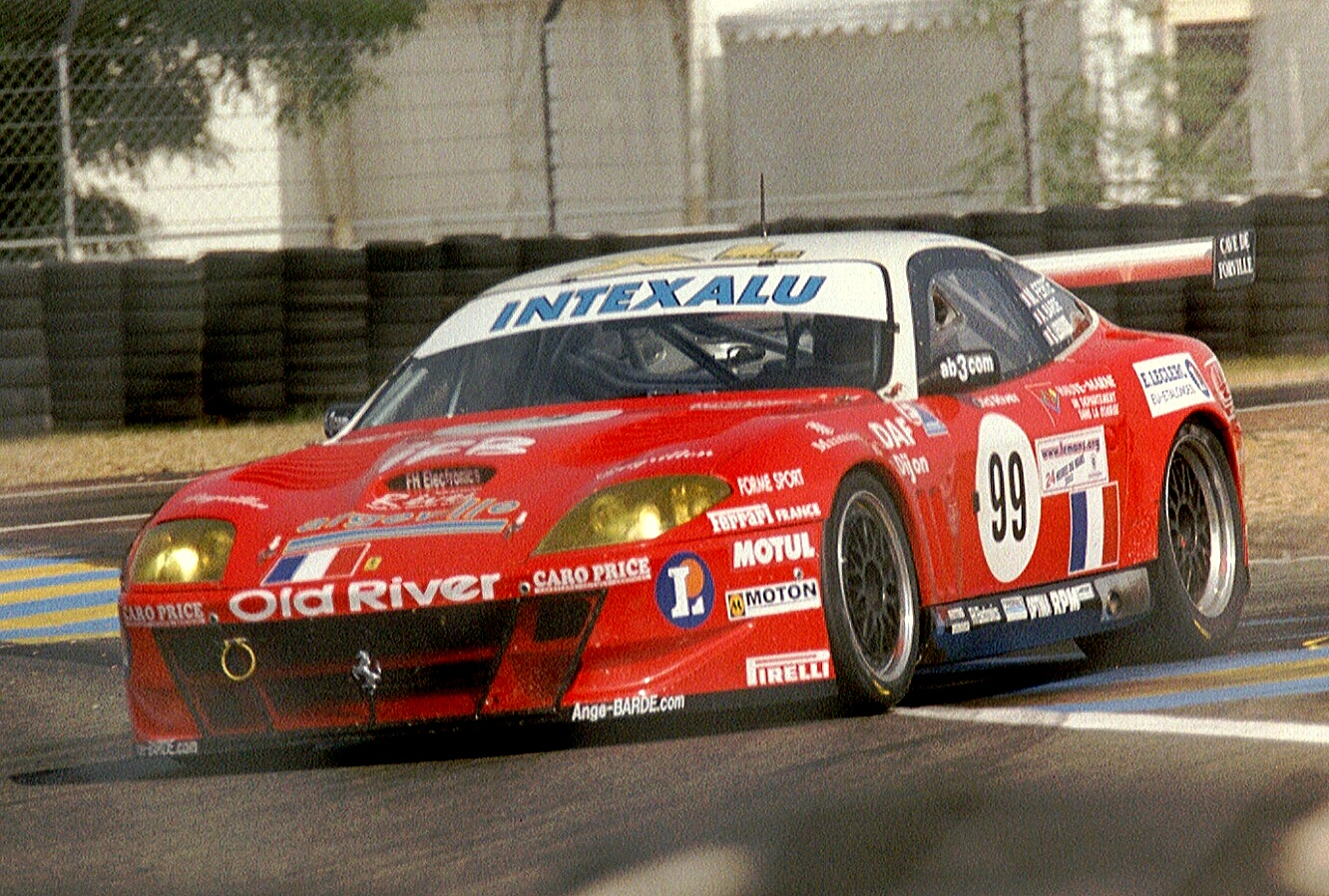
Der Ferrari 550 Maranello mit dem Gaël Lesoudier beim 24-Stunden-Rennen von Le Mans 2003 am Start war

Gaël Lesoudier (* 2. März 1970 in Chartres) ist ein ehemaliger französischer Autorennfahrer.

## Karriere
Gaël Lesoudier gehört seit Mitte der 2000er-Jahre zu den Spitzenfahrern in der französischen GT-Meisterschaft. 2005 gewann der gemeinsam mit dem Schweizer Iradj Alexander auf einem Lister Storm den Meisterschaftslauf in Pau.
2003 bestritt Lesoudier das 1000-km-Rennen von Le Mans auf einem Ferrari 550 Maranello. Gemeinsam mit Gilles Vannelet und Bernard Rousselet schied er jedoch nach 84 Runden durch einen Motorschaden aus.
2009 stieg der Franzose in die GT3-Klasse der FIA-GT-Meisterschaft ein. Auf einem Morgan Aero Super Sport feierte er einen Rennsieg und wurde am Ende des Jahres mit 23 Punkten Zehnter in der Meisterschaft.

## Statistik

### Le-Mans-Ergebnisse
| Jahr | Team      | Fahrzeug              | Teamkollege  | Teamkollege | Platzierung | Ausfallgrund |
| ---- | --------- | --------------------- | ------------ | ----------- | ----------- | ------------ |
| 2003 | XL Racing | Ferrari 550 Maranello | Michel Ferté | Ange Barde  | Ausfall     | Feuer        |